# Reformierte Kirche Ftan

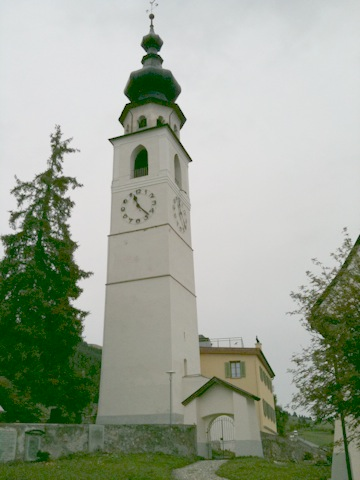
Der freistehende Kirchturm

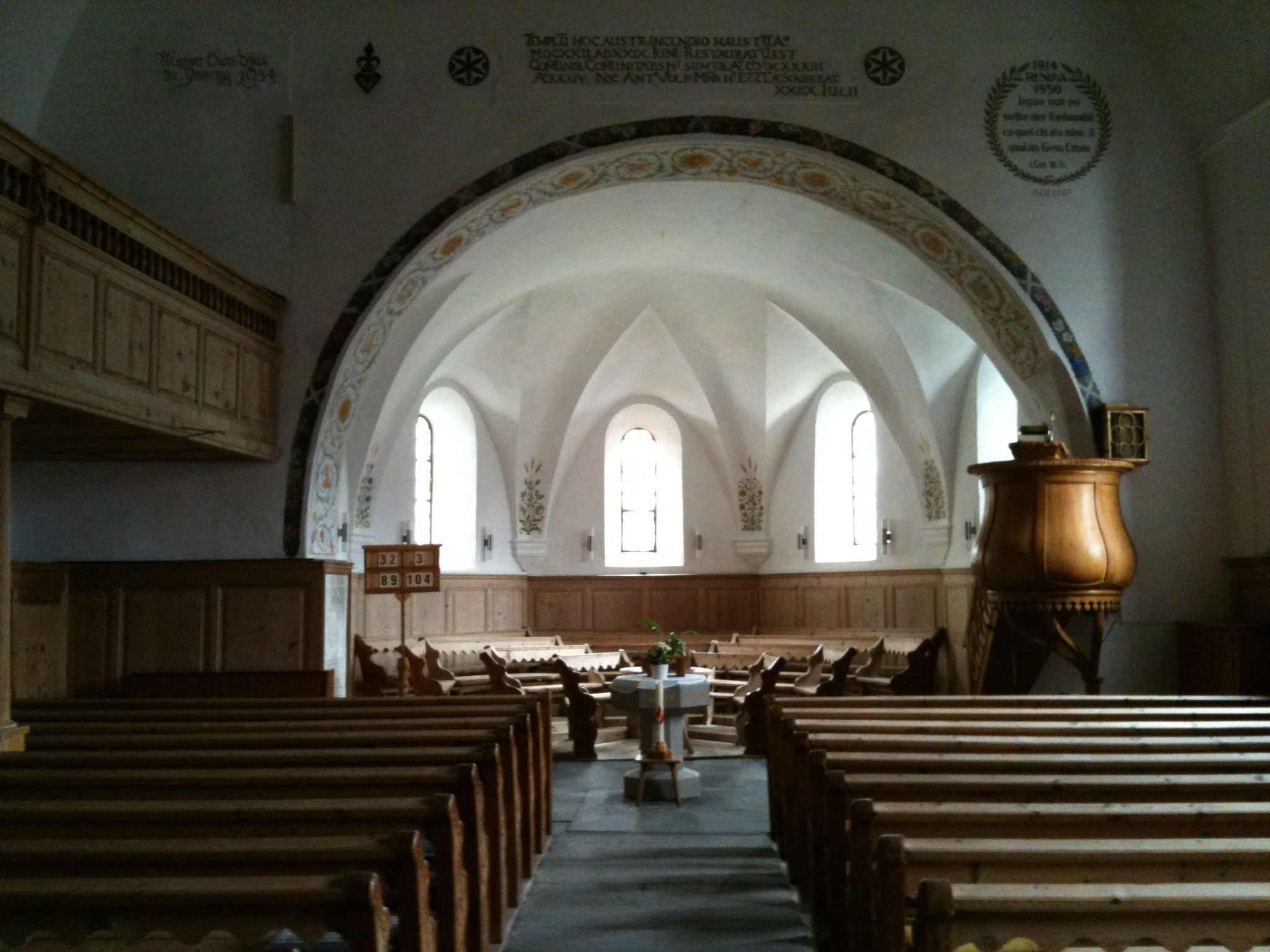
Innenraum

Die reformierte Kirche in Ftan im Unterengadin im Kanton Graubünden ist ein denkmalgeschütztes evangelisch-reformiertes Gotteshaus im Ortsteil Ftan Grond.

## Geschichte und Ausstattung
Ersturkundlich bezeugt ist die Kirche 1492. Nachdem sie im Dorfbrand 1622 während der Bündner Wirren gebrandschatzt und zerstört worden war, erfolgte 1633–1634 der Wiederaufbau. Das Kirchenschiff ist als tonnenförmig gewölbtes Langhaus konzipiert, woran der Chor nicht ganz symmetrisch, sondern leicht nach Süden abgewinkelt anschliesst.
Das Kircheninnere ist geprägt durch eine durchgehend holzgefertigte Empore, eine Kanzel mit Bauch aus der Zeit um das Jahr 1800 mitsamt einem Bibelkästchen von Ende des 17. Jahrhunderts. Der Kirchturm mit Zwiebelhaube ist mit der Kirche nicht verbunden, sondern steht separat auf einer Felsplatte nördlich von der Kirche. Er weist im unteren Teil spätmittelalterliche Bausubstanz auf, während der obere Teil aus der Zeit des Barock 1660 stammt. 

## Kirchliche Organisation
Ftan stand seit 1888 als unabhängige Kirchgemeinde in Pastorationsgemeinschaft mit Ardez. Seit 1. Januar 2016 ist Ftan Teil einer fusionierten Kirchgemeinde Ardez – Ftan – Guarda innerhalb der Evangelisch-reformierten Landeskirche Graubünden.

## Galerie

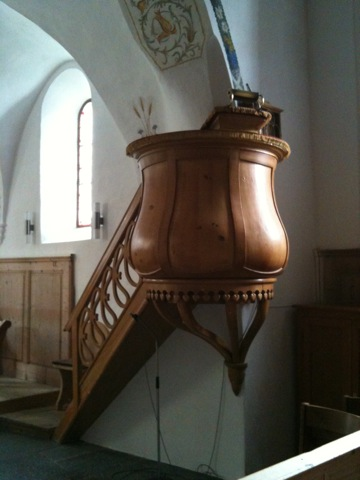
Kanzel
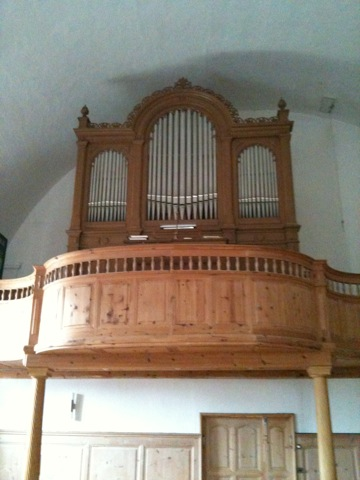
Orgel
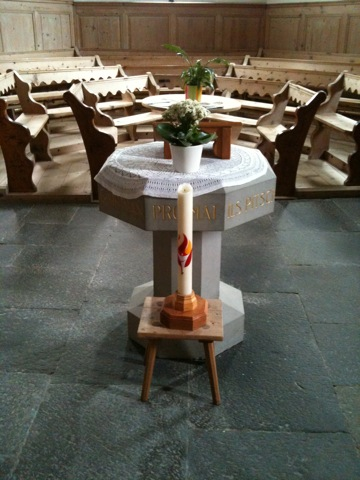
Taufstein und -kerze
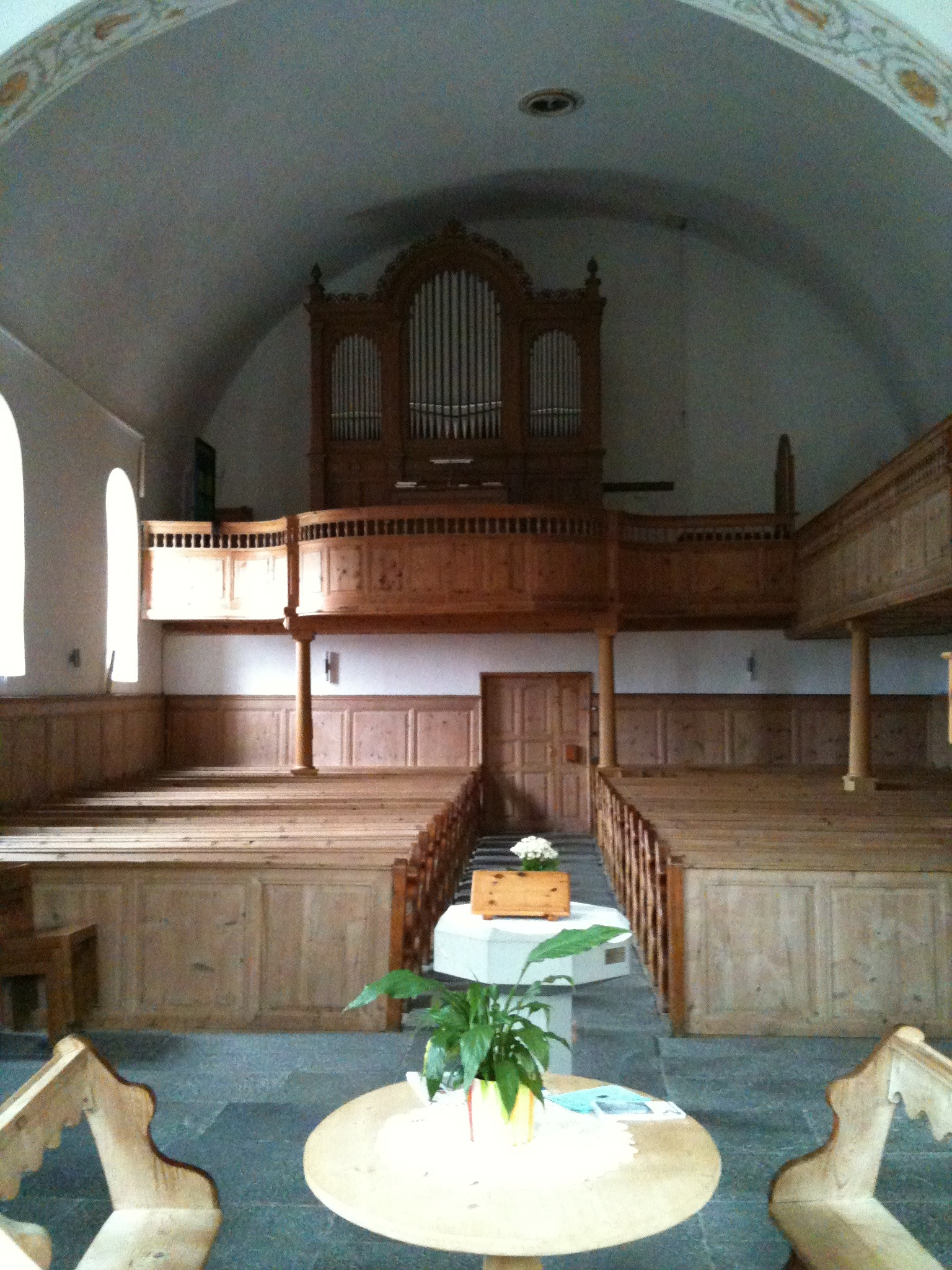
Blick aus dem Chor in das Schiff
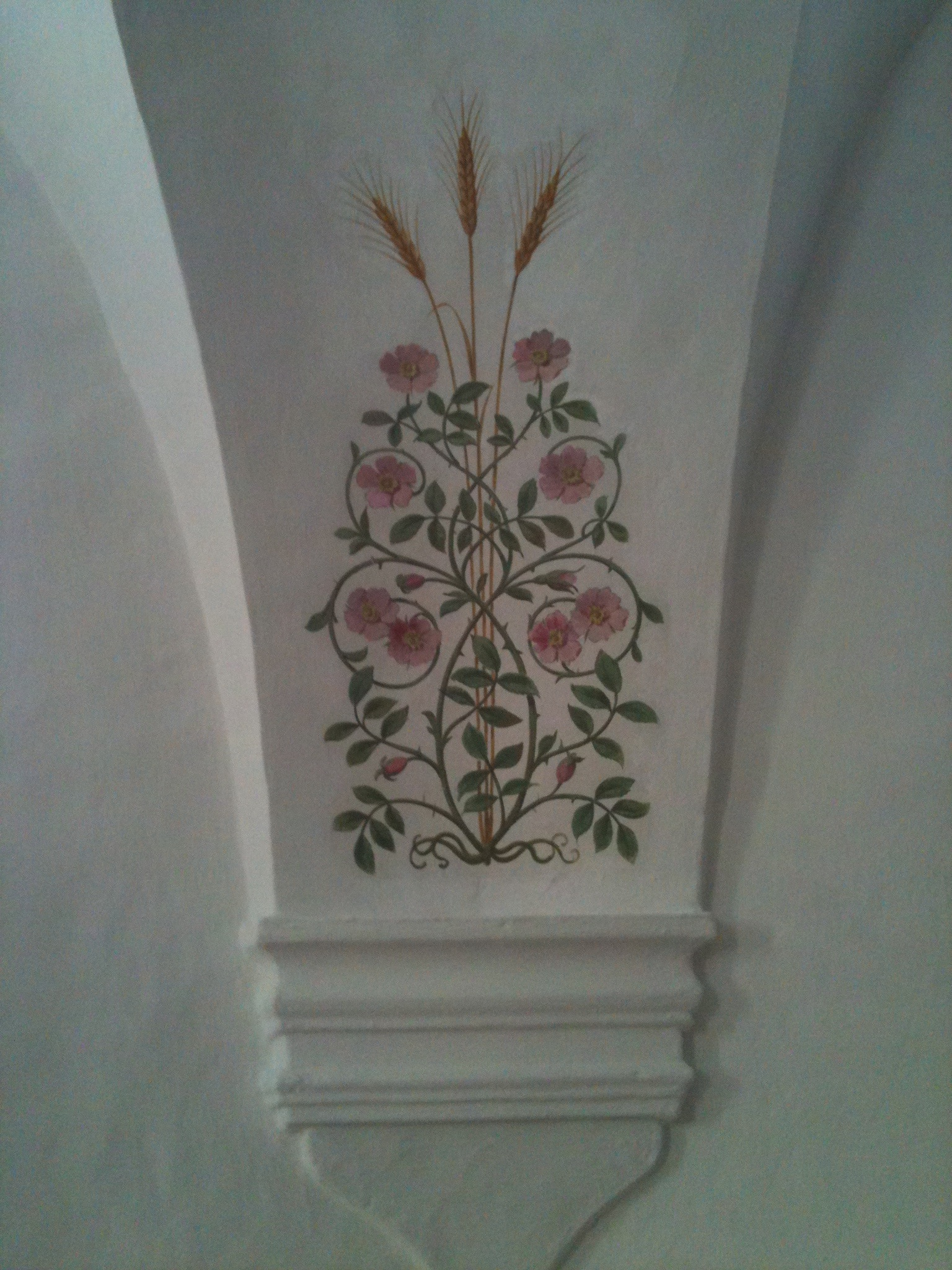
Wandmalerei
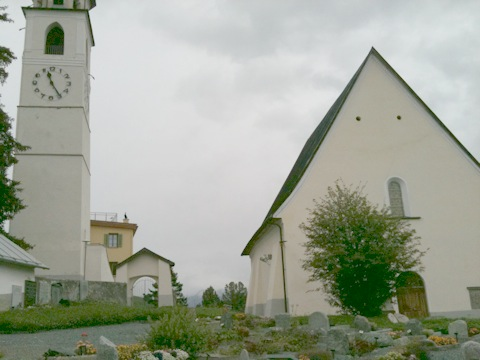
Turm und Kirchengebäude
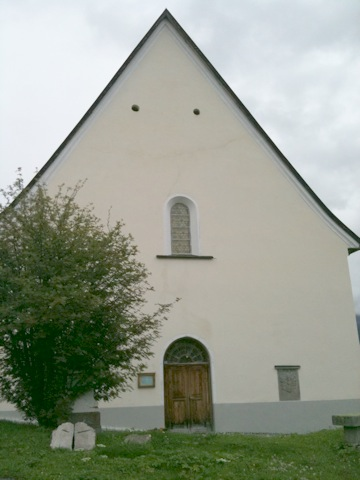
Portalseite
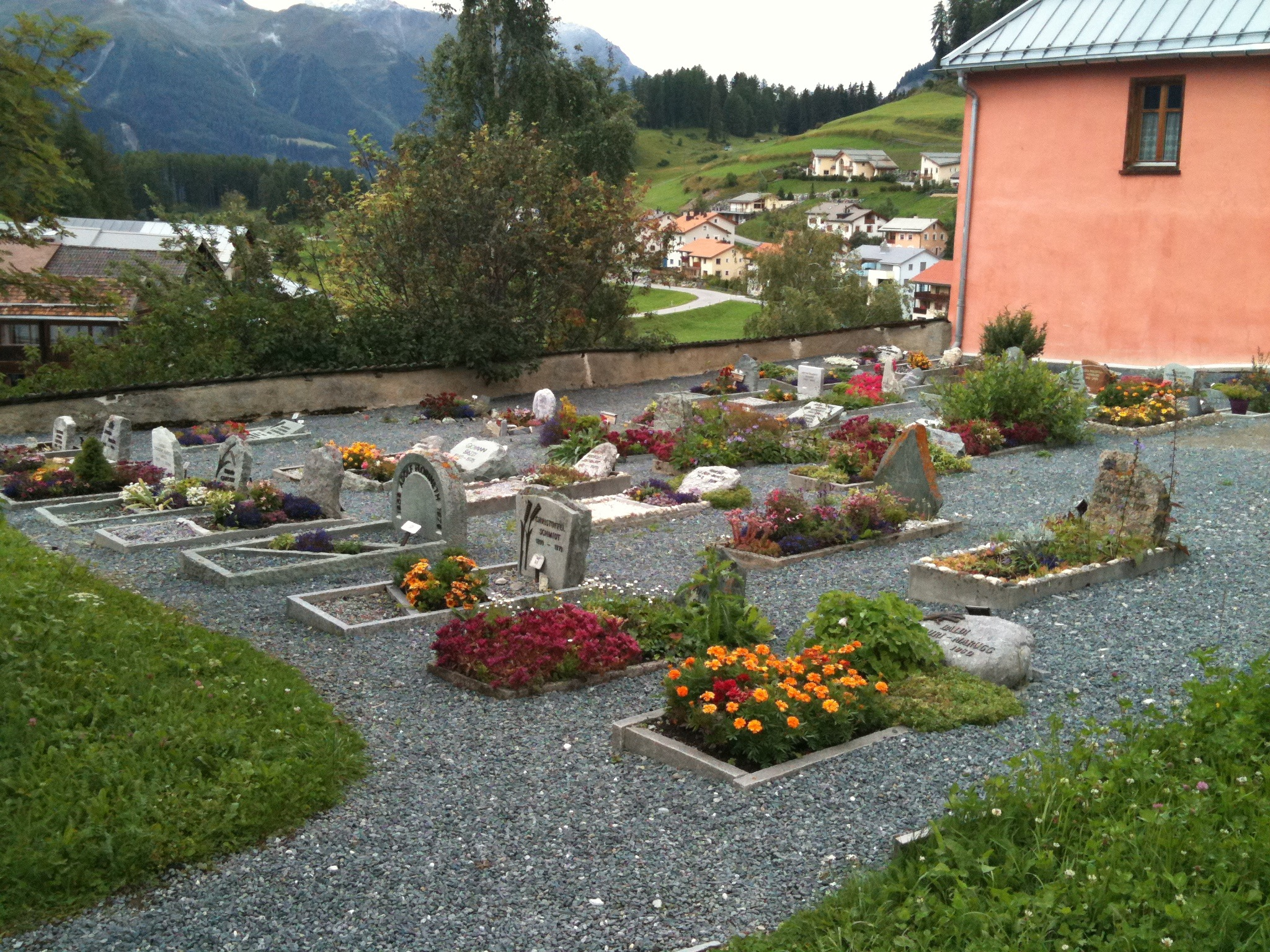
Friedhof